# Porcellana platycheles
Porcellana platycheles är en kräftdjursart som först beskrevs av Thomas Pennant 1777.  Porcellana platycheles ingår i släktet Porcellana och familjen porslinskrabbor. Arten har ej påträffats i Sverige. Inga underarter finns listade i Catalogue of Life.

## Bildgalleri

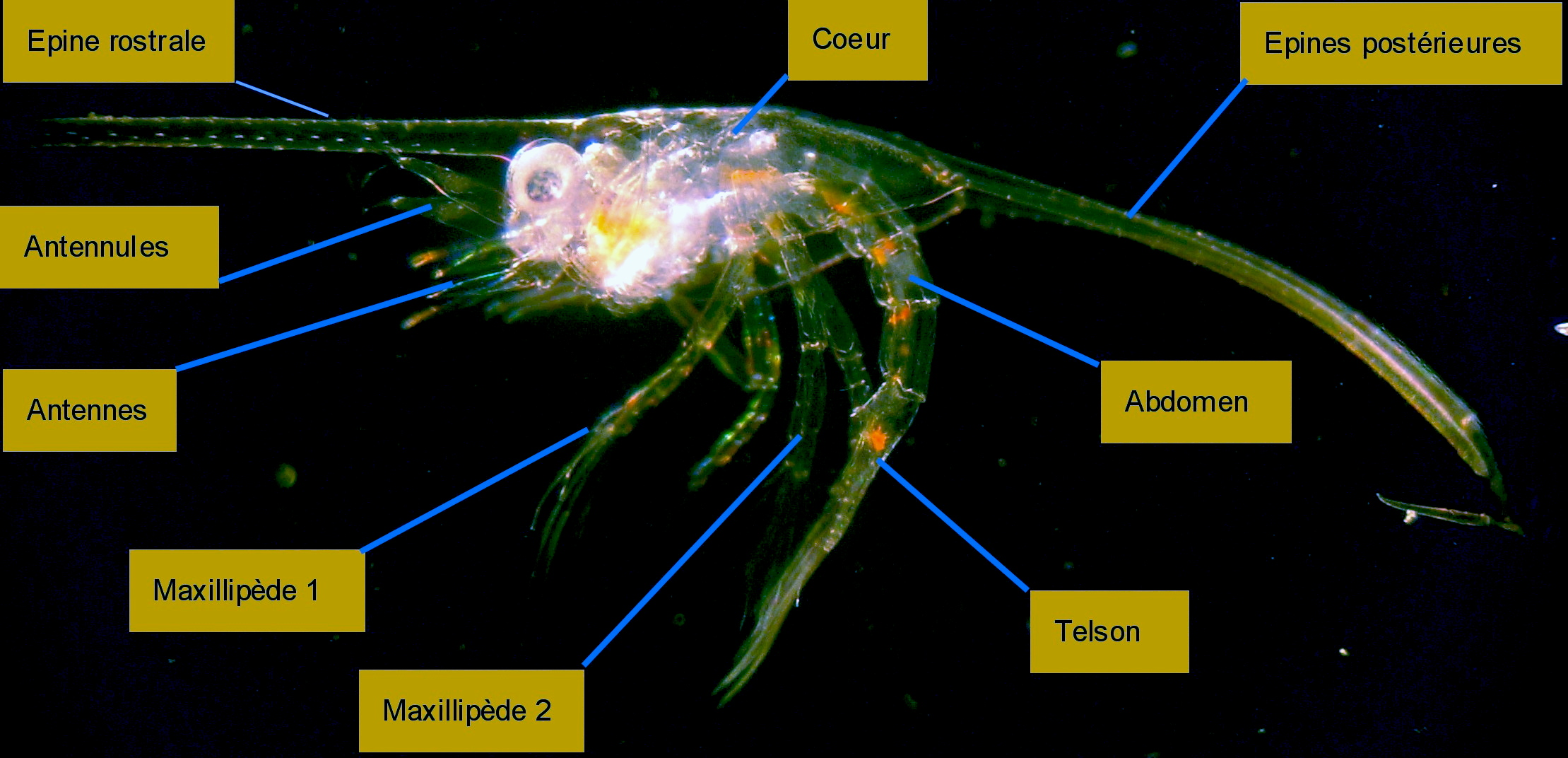
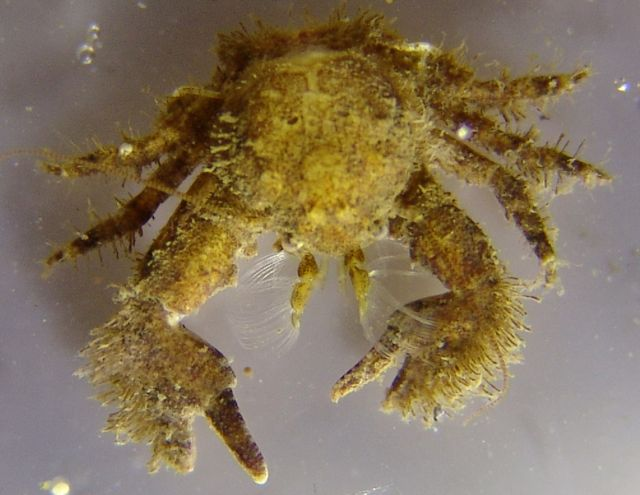